# باليو

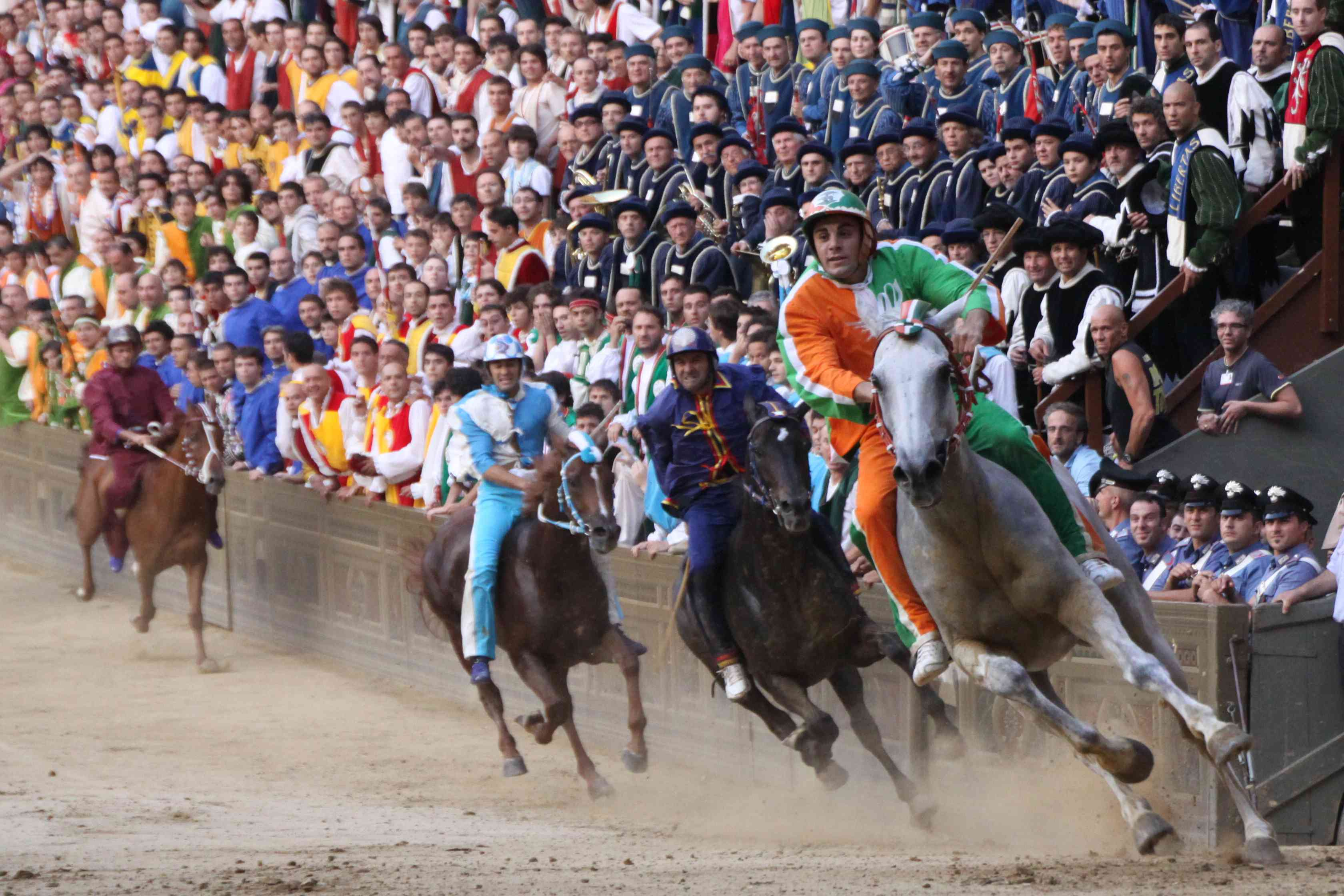

باليو هو الاسم الذي يطلق على مسابقة رياضية سنوية في إيطاليا و هي في كثير من الأحيان ذات طابع تاريخي تقوم على تأليب أحياء بلدة أو قرى بلدية ضد بعضها البعض. عادة ما يتقاتلون في أزياء يحاولون فيها إحياء بعض الأحداث أو تقاليد العصور الوسطى، و بالتالي غالباً ما تنطوي على سباق الخيل و الرماية و التبارز و إطلاق النار و القوس والنشاب و رياضات قروسطية.